# عقاب‌های جوان (فیلم)
عقاب‌های جوان (انگلیسی: Young Eagles) فیلمی در ژانر درام به کارگردانی ویلیام ولمن محصول سال ۱۹۳۰ کشور ایالات متحده آمریکا است.

## بازیگران
- بادی راجرز
- جین آرتور
- پل لوکاس
- استوارت اروین
- ویرجینیا بروس
- گوردون دی مین
- جیمز فینلیسون
- فرانک راس
- جک لودن
- فریمن وود
- جرج اروینگ
- استنلی بلستون